# Џохеи
Џохеи (承平), позната и као Шохеи је јапанска ера (ненко) која је именована после Енчо и пре Тенгјо ере. Временски је трајала од априла 931. до маја 938. године и припадала је Хејан периоду. Владајући монарх био је цар Сузаку.

## Важнији догађаји Џохеи ере
- 3. септембар 931. (Џохеи 1, деветнаести дан седмог месеца): Бивши цар Уда (867—931.) умире у 65 години живота.[3][4]
- 932. (Џохеи 2, осми месец): Удаиџин Фуџивара но Садаката (873-932.) умире у 65 години живота.[5]
- 933. (Џохеи 3, осми месец): Даинагон (високи саветник) Фуџивара но Накахира, брат регента Фуџиваре Такахира именован је новим удаиџином.[6][7]
- 933. (Џохеи 3, дванаести месец): Десеторо главних веродостојника цара отишло је у лов са соколима у провинцију Овари. Остало је записано да је сваки од њих био обучен у величанствену одору и опремљен ловачком опремом.[5]
- 935. (Џохеи 5): Изгорела је централна сала (компон чудо) на планини Хиеи.[8]
- 7. септембар 936. (Џохеи 6, деветнаести дан осмог месеца): Фуџивара Тадахира постао је даиџо-даиџин (премијер). У исто време Фуџивара Накахира именован је садаиџином (министром) док је Фуџивара Цунесуке био удаиџин.[5]
- 937. (Џохеи 7, дванаести месец): Бивши цар Јозеи слави свој 70 рођендан.[5]